# Wasyl Czekurin
Wasyl Czekurin, (ukr. Bасиль Феодосійович Чекурін, ur. 14 stycznia 1951 w Mańkówce, zm. 8 kwietnia 2021) – ukraiński informatyk pracujący w Polsce, prof. dr hab.

## Życiorys
Studiował w Politechnice Lwowskiej, w 1982 uzyskał doktorat, a w 1999 stopień doktora habilitowanego. W 2005 otrzymał nominację profesorską. Został zatrudniony na stanowisku profesora nadzwyczajnego w Katedrze Informatyki Stosowanej na Wydziale Elektrotechniki, Elektroniki, Informatyki i Automatyki Politechniki Łódzkiej, oraz profesora zwyczajnego w Kujawskiej i Pomorskiej Szkole Wyższej w Bydgoszczy.